# Línea 502 (Florencio Varela)
La línea 502 de colectivos es una línea de transporte automotor que opera servicio en el partido de Florencio Varela. Es controlada por El Nuevo Halcón S. A, la cual además controla la Línea 148. Este transporte cuenta con SUBE.

## Recorrido
La Capilla - barrio San Francisco del Alpino - Estación Florencio Varela por Avenida Sarmiento, luego sigue su recorrido por Avenida San Martín, Avenida del Trabajo hasta el Cruce de Varela.